# Aliats de la Primera Guerra Mundial
|  | No s'ha de confondre amb Aliats de la Segona Guerra Mundial. |

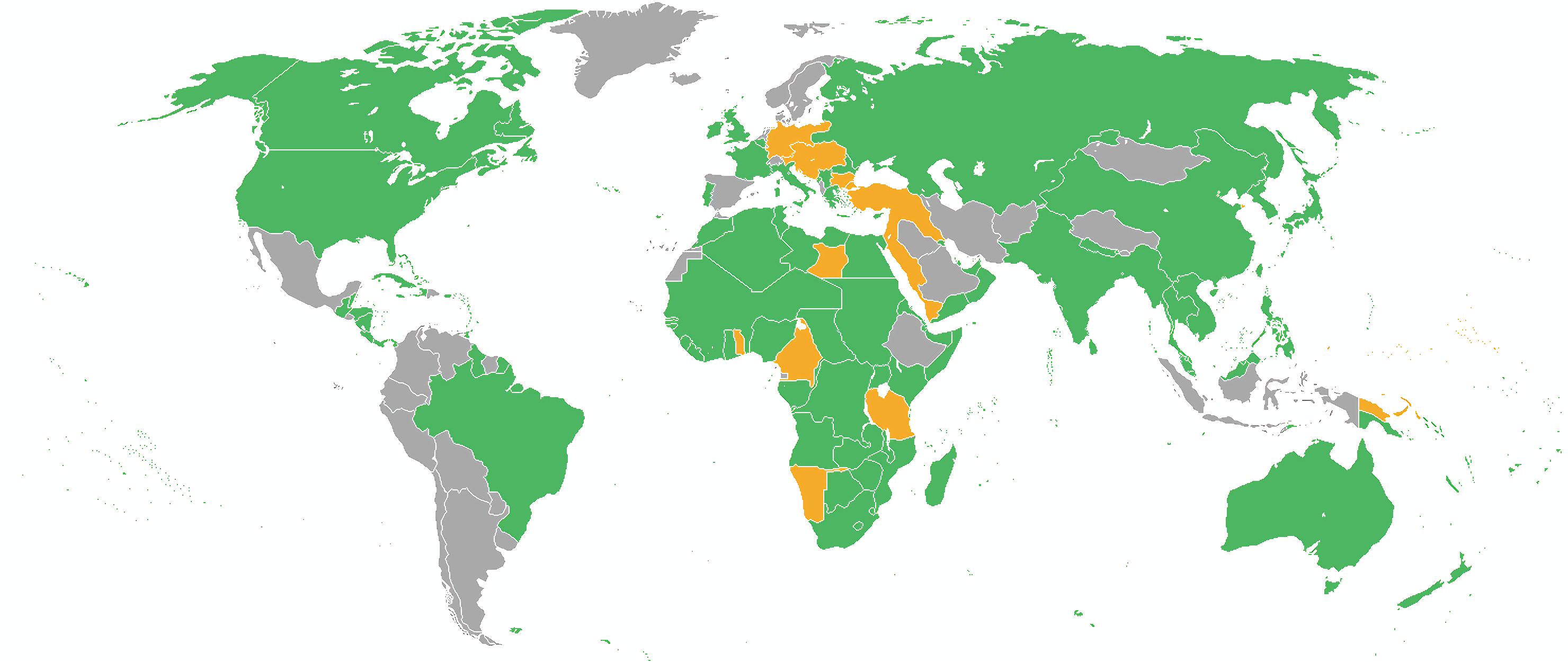
Mapamundi mostrant els participants en la Primera Guerra Mundial. Aquells que lluitaren amb els aliats són en verd, mentre que les potències centrals són en taronja, i els neutrals en gris

Els aliats de la Primera Guerra mundial també són anomenats de vegades potències de l'Entesa o la Triple Entente (entente vol dir en francès 'acord, entesa').
Els principals membres n'eren França, l'Imperi rus, l'Imperi britànic, Regne d'Itàlia i els Estats Units. França, Rússia i Gran Bretanya entraren en la Primera Guerra Mundial el 1914, com a resultat de la seva aliança Triple Entente. Molts altres països es posaren al seu costat més tard.

Mapa que mostra les pèrdues militars de les potències aliades

Hom pot notar que el president dels Estats Units Woodrow Wilson i la seva administració no van definir-ne el seu estat com un aliat. Els Estats Units declararen la guerra a l'Imperi alemany a causa de les violacions alemanyes de la neutralitat nord-americana en atacar vaixells civils. Els EUA entraren en guerra com a "potència associada", més que no pas com un aliat formal de França i Gran Bretanya, i mantingué aquesta distància al llarg de la guerra (els EUA no declararen la guerra ni a l'Imperi Otomà ni a Bulgària).
Encara que els dominis i les colònies de l'Imperi britànic van fer contribucions significatives a l'esforç aliat, no tenien política exterior independent durant la Primera Guerra mundial. Tanmateix, els governs dels dominis controlaren el reclutament en llurs territoris, i mentre no tenien control operatiu del seu personal, van enviar personal a la primera línia del front. El control operatiu de les forces de l'Imperi britànic era en mans dels cinc membres del gabinet de guerra. Des del 1917 el gabinet era supervisat pel gabinet de guerra imperial, en què cada domini hi tenia representació. Més tard, en la guerra, les forces expedicionàries australianes i canadenques foren agrupades en cossos separats sota el comandament de generals australians i canadencs, que informaven alhora als generals britànics i/o francesos.

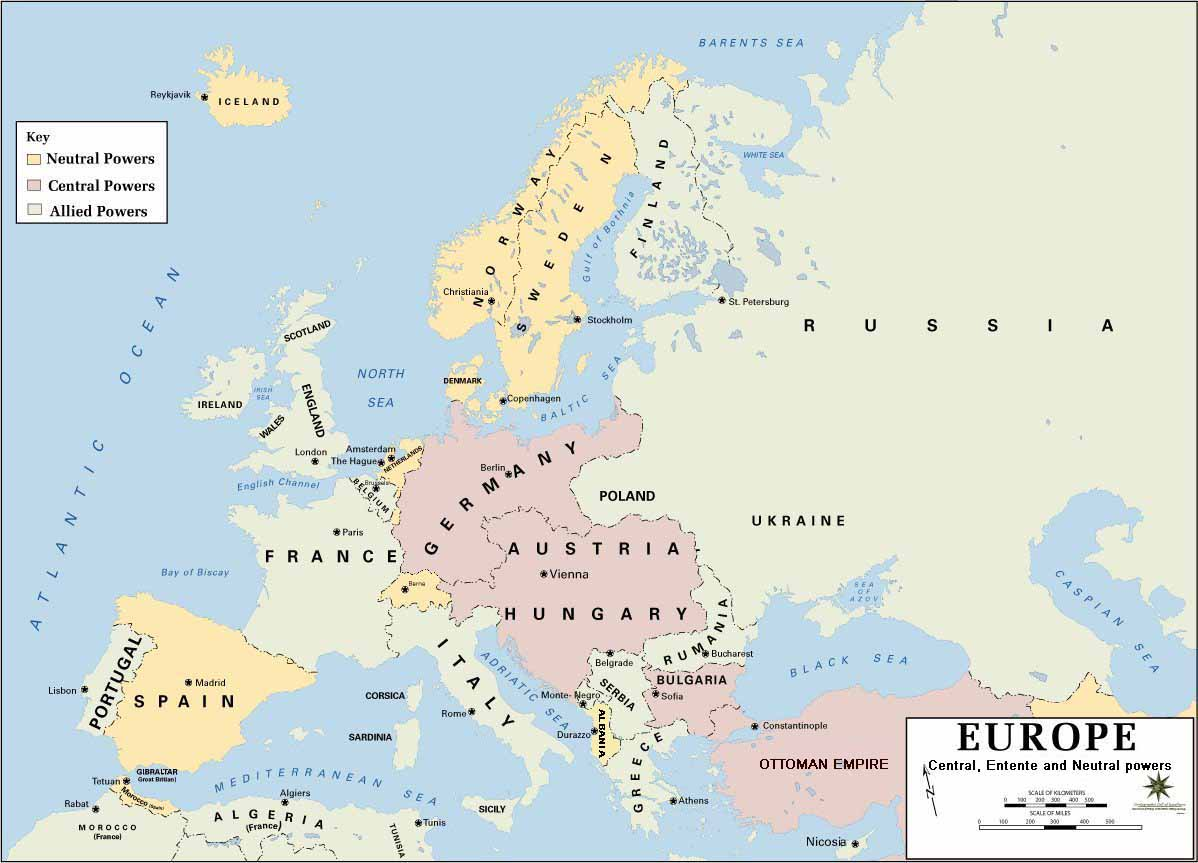
Aliances militars europees el 1915. Les potències centrals són en porpra, els aliats en gris i els neutral en groc

 L'abril de 1918, el control operatiu de totes les forces aliades al Front Occidental passaren al nou comandant suprem, el mariscal de França Ferdinand Foch.

## Estats aliats
- Bèlgica (incloses les forces colonials belgues)
- Imperi britànic
  -  Austràlia
  -  Colònies de la corona britànica
  -  Canadà
  -  Domini de Nova Zelanda
  -  Domini de Terranova
  -  Unió Sud-africana
  -  Imperi de l'Índia
  -  Regne Unit de la Gran Bretanya i Irlanda
- França (incloses les forces colonials franceses)
- Grècia (des de maig de 1917)
- Itàlia (des d'abril de 1915)
- Japó
- Montenegro
- Portugal
- Romania (des d'agost de 1916)
- Imperi Rus (fins a novembre de 1917)
- Sèrbia
- Estats Units (des d'abril de 1917)

així com:
- Andorra
- Armènia (1918)
- Bolívia
- Brasil (1917)
- Costa Rica
- Cuba
- Txecoslovàquia (1918)
- Equador
- Guatemala
- Libèria
- Haití
- Hondures
- Nicaragua
- Panamà
- Perú
- República de la Xina
- San Marino
- Siam
- Uruguai

## Personal i pèrdues dels aliats
Aquestes són xifres aproximades del nombre de personal amb uniforme el 1914-1918, inclosos exèrcit, armada i forces auxiliars. Durant un temps, les diferents forces eren inferiors, només una fracció d'aquestes eren forces de combat. Els nombres no reflecteixen l'extensió de temps en què fou embolicat en el conflicte cada país o el nombre de baixes (vegeu també: pèrdues a la Primera Guerra Mundial.)
| Forces aliades    | Personal      | Morts en acció | Ferits en acció | Total de pèrdues | Pèrdues en % de tot el personal |
| ----------------- | ------------- | -------------- | --------------- | ---------------- | ------------------------------- |
| Austràlia         | 412.953[1]    | 61.928         | 152.171         | 214.099          | 52%                             |
| Bèlgica           | 267.000[3]    | 38.172         | 44.686          | 82.858           | 31%                             |
| Canadà            | 628.964[1]    | 64.944         | 149.732         | 214.676          | 34%                             |
| França            | 8.410.000[3]  | 1.397.800      | 4.266.000       | 5.663.800        | 67%                             |
| Grècia            | 230.000[3]    | 26.000         | 21.000          | 47.000           | 20%                             |
| Imperi de l'Índia | 1.440.437[1]  | 74.187         | 69.214          | 143.401          | 10%                             |
| Itàlia            | 5.615.000[3]  | 651.010        | 953.886         | 1.604.896        | 29%                             |
| Japó              | 800.000[3]    | 415            | 907             | 1.322            | <1%                             |
| Montenegro        | 50.000[3]     | 3.000          | 10.000          | 13.000           | 26%                             |
| Nova Zelanda      | 128.525[1]    | 18.050         | 41.317          | 59.367           | 46%                             |
| Terranova         | 11.922[1]     | 1.204          | 2.314           | 3.518            | 30%                             |
| Portugal          | 100.000[3]    | 7.222          | 13.751          | 20.973           | 21%                             |
| Romania           | 750.000[3]    | 250.000        | 120.000         | 370.000          | 49%                             |
| Rússia            | 12.000.000[3] | 1.811.000      | 4.950.000       | 6.761.000        | 56%                             |
| Sèrbia            | 707.343[3]    | 275.000        | 133.148         | 408.148          | 58%                             |
| Sud-àfrica        | 136.070[1]    | 9.463          | 12.029          | 21.492           | 16%                             |
| Regne Unit        | 6.200.000[2]  | 885.138        | 1.663.435       | 2.548.573        | 41%                             |
| Estats Units      | 4.355.000[3]  | 116.708        | 205.690         | 322.398          | 7%                              |
| Total             | 42.243.214    | 5.691.241      | 12.809.280      | 18.500.521       | 44%                             |